# فرودگاه شهری پالمر
 فرودگاه شهری پالمر (به انگلیسی: Palmer Municipal Airport) یک فرودگاه همگانی پایگاه هوایی با کد یاتا PAQ است که یک باند فرود آسفالت دارد و طول باند آن ۱۱۰۲ متر است. این فرودگاه در کشور ایالات متحده آمریکا قرار دارد و در ارتفاع ۷۴ متری از سطح دریا واقع شده است.